# 野店镇
野店镇，是中华人民共和国山東省临沂市蒙阴县下辖的一个乡镇级行政单位。

## 行政区划
野店镇下辖以下地区：
野店村、焦坡村、东山村、朱家坡村、苏家沟村、烟庄村、毛坪村、伊家圈村、石泉村、新庄村、南峪村、南晏子村、北坪村、棋盘石村、安平崮村、东坪村、上东门村、板崮崖村、桑子峪村、梭庄村、石槽村、黄崖村、大山村、大石头村、黄土良村、演马庄村、北晏子村、樱桃峪村、三合村、双全峪村和峪石村。